# Французское окно

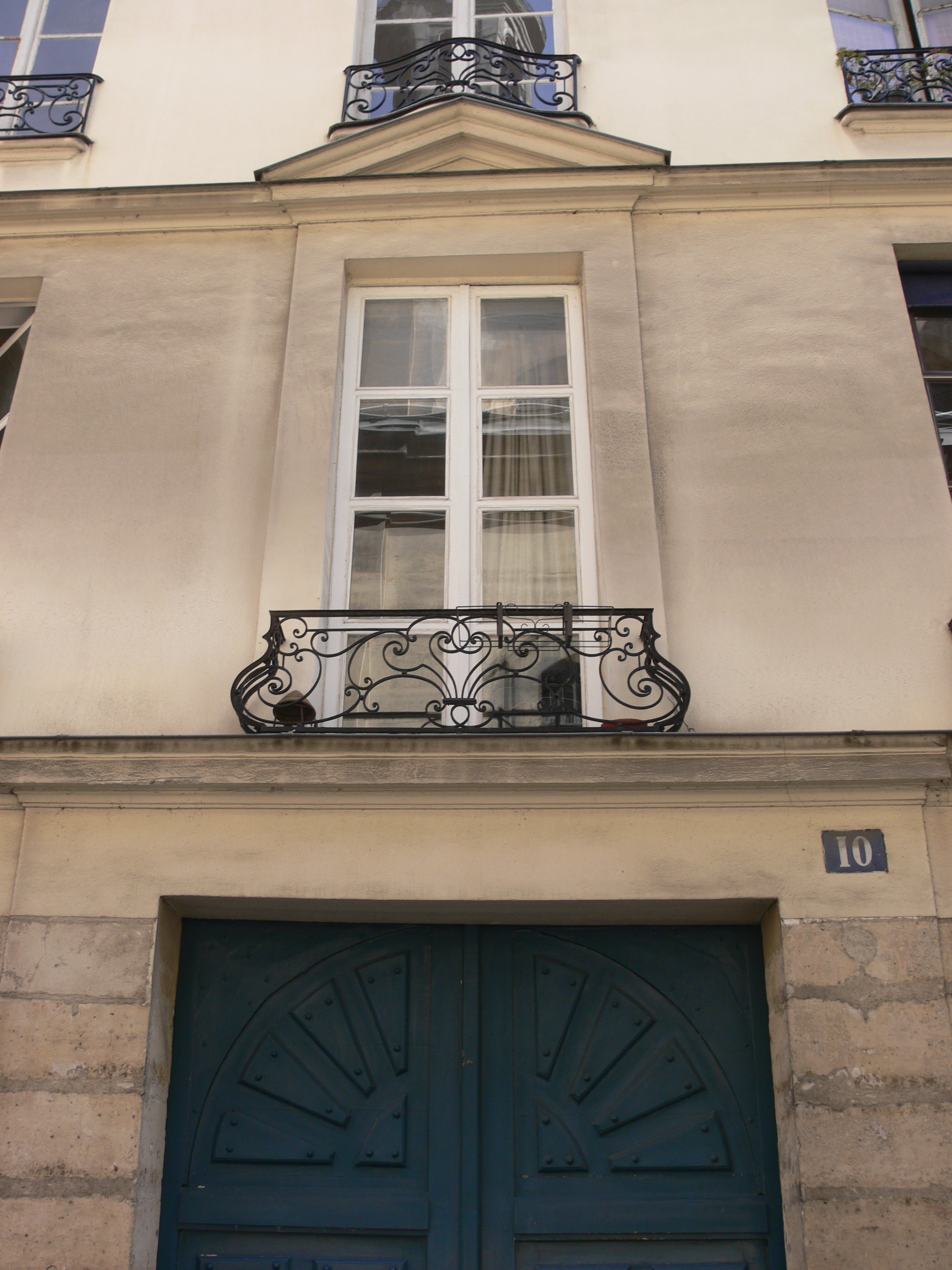
«Французское окно» дома на Rue Notre-Dame-des-Victoires. Париж

Французское окно, также портфенетр (фр. porte-fenêtre, буквально дверь-окно) — характерный элемент архитектуры французского классицизма второй половины XVII века (отличается от современных французских, или панорамных, окон). Оно представляет собой сильно вытянутый по вертикали проём с мелкой расстекловкой, арочным завершением и «французским балконом» в нижней части — небольшим выступом с узорной решёткой. В интерьере такое окно занимает всю высоту от пола до потолка. Оно рождено особенностью французской архитектуры XVII столетия, характером климата и желанием связать пространство интерьера с садами и парками регулярного стиля. Со временем такие окна стали принадлежностью аристократических городских особняков — отелей, их устраивали не только на первом, но и на других этажах. Подобные окна использовали и позднее в разных странах, но название «французское» сохранялось.
Окно типа «портфенетр» часто вспоминают в связи с крылатой метафорой об основании Петром Великим города Санкт-Петербурга, известной по тексту «Медного всадника» А. С. Пушкина, но придуманной, хотя и в несколько иной форме, итальянским писателем Франческо Альгаротти.